# Nea Makri
Nea Makri (grec:Νέα Μάκρη) és una ciutat de l'àrea metropolitana d'Atenes a la regió de l'Àtica, Grècia. Té una població de 14.809 habitants (cens del 2001) i una àrea de 36,7 km².